# Mercedes Nosti
Mercedes Nosti (29 de diciembre de 1903 - ?) fue una atleta argentina que consiguió récords nacionales y sudamericanos. Competía para el Club Atlético Femenino Alfa, fundado por ella misma y denominado así por ser el primero en su género, una institución que estuvo activa entre 1923 y fines de esa década. 
Es considerada una de las pioneras del atletismo femenino en Argentina.
Según declaró, su motivación para fundar el club se dio por el espíritu de lucha y la obstinación de la también argentina Lilian Harrison, nadadora de aguas abiertas. En una entrevista contó que su madre no la apoyó cuando fundó el club. El club lo formó con compañeras de escuela del Liceo Nacional de Señoritas n.º1 ubicado en la avenida Santa Fe 2729, en Buenos Aires.

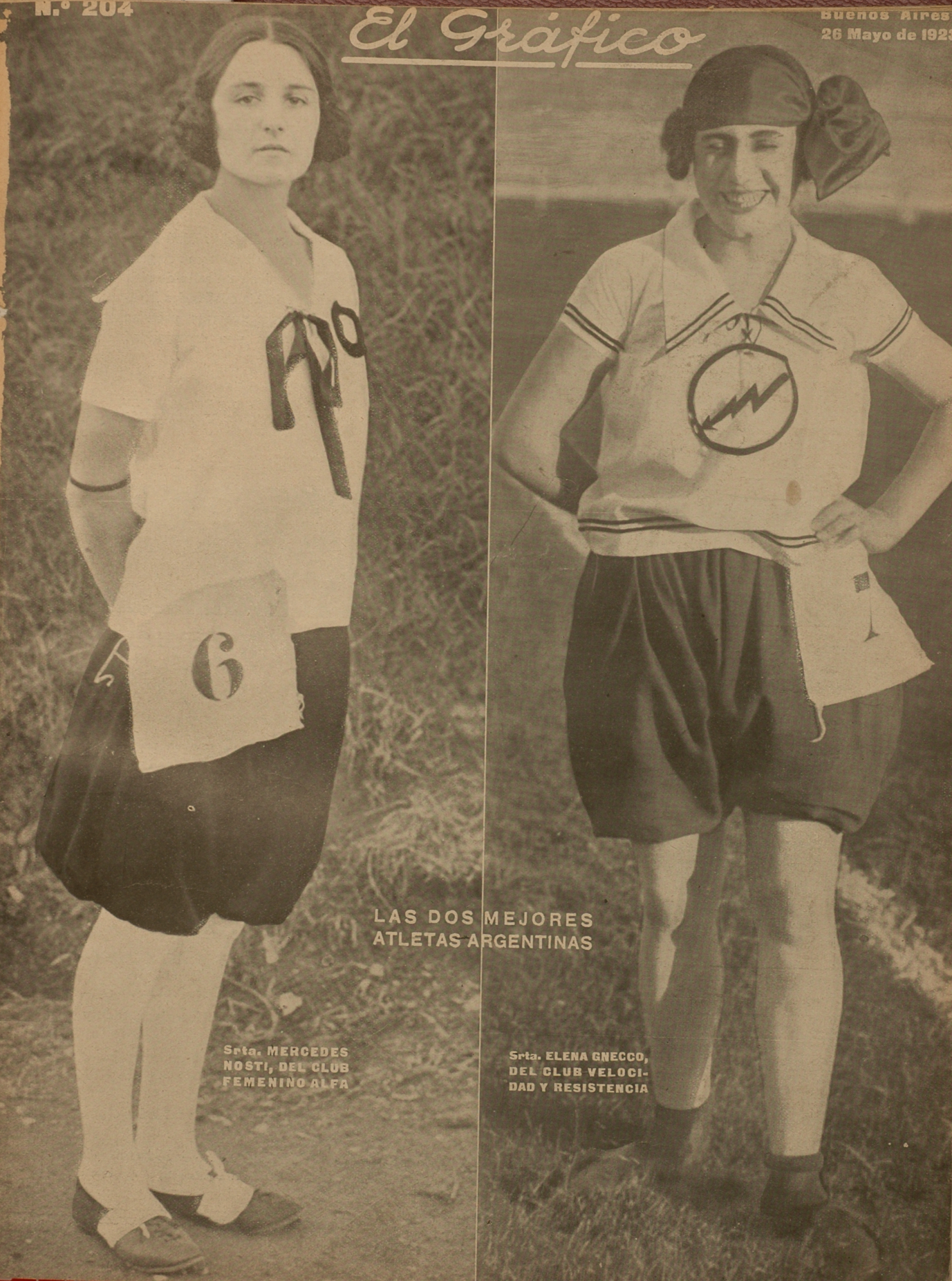
Mercedes Nosti (izq.) y Elena Gnecco en la tapa de El Gráfico.

El 26 de mayo de 1923 Mercedes Nosti salió en la tapa de la edición 204 de la revista El Gráfico junto a su colega del Club Velocidad y Resistencia Elena Gnecco. Según la revista, se trataba de las dos mejores atletas de la Argentina en ese momento.
En 1924 poseía el récord sudamericano de salto en alto con impulso con una marca de 1.36 m. en momentos en que el récord mundial era de 1.47 m.